# Odeska Republika Radziecka

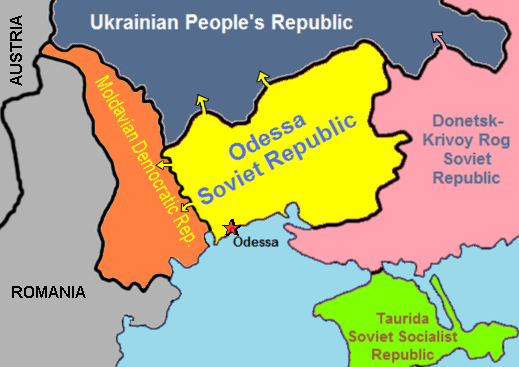
Odeska Republika Radziecka, stan na 1 marca 1918

Odeska Republika Radziecka (ukr. Одеська радянська республіка, ros. Одесская советская республика; ORR, ros. OCR) – efemeryczne państwo nieuznawane utworzone 7 lutego?/20 lutego 1918 po zajęciu Odessy i okolic przez oddziały bolszewików, anarchistów i lewicowych eserowców, po uprzednim ogłoszeniu jej 21 grudnia 1917?/3 stycznia 1918 wolnym miastem i zbrojnemu wystąpieniu bolszewików, lewicowych eserowców i anarchistów miasta przeciwko Ukraińskiej Centralnej Radzie i  niepodległej Ukraińskiej Republice Ludowej, proklamowanej IV Uniwersałem Rady.
Odeska Republika Radziecka obejmowała tereny dawnej guberni besarabskiej i chersońskiej.
Władza należała do Rumczerodu pod przewodnictwem Władimira Judowskiego. Rumczerod ogłosił, że nie uznaje władz tzw. Ukraińskiej Ludowej Republiki Rad, tylko bezpośrednio władzę bolszewików z Piotrogrodu. Ci jednak nie uznali oficjalnie ORR.
Dowódcą sił zbrojnych ORR został Michaił Murawiow, a Rumczerod przeorganizowany został w komitet obwodowy partii komunistycznej. Formacje zbrojne ORR w tym samym miesiącu rozpoczęły walkę z wojskami rumuńskimi, a w marcu 1918 z austro-węgierskimi. Po traktacie brzeskim cały teren ORR został przez nie zajęty, a sama republika zlikwidowana.